# Neobisium valsuanii
Espèce
Neobisium valsuanii est une espèce de pseudoscorpions de la famille des Neobisiidae.

## Distribution
Cette espèce est endémique d'Albanie. Elle se rencontre à Macukull dans les grottes Shpella Haruska, Shpella Bushiti et Shpella Linozi-Leftari.

## Description
Le mâle holotype mesure 6,7 mm et les femelles de 7,3 à 8,1 mm.

## Étymologie
Cette espèce est nommée en l'honneur d'Alessandro Valsuani.

## Publication originale
- Gardini, 2018 : Subterranean Neobisium (Pseudoscorpiones: Neobisiidae) from Albania. Revue Suisse de Zoologie, vol. 125, no 1, p. 189-200.